# うっでいぽこ
- うっでいぽこ
- うっでぃぽこ

『うっでいぽこ』（Woody POCO）は、1986年10月22日に日本のデービーソフトから発売されたゲーム。
主人公のぽこを操作し、木の人形にされてしまった理由を知るためにかつて自分を人間にしてくれた妖精を探す事を目的とした、アドベンチャーゲームの要素を持つ横スクロール型アクションロールプレイングゲーム。
開発はデービーソフトが行い、プログラムは同社のパソコン用ソフト『ヴォルガード』（1985年）を手掛けた小林貴樹や松井文也が担当し、音楽は同社のファミリーコンピュータ用ソフト『頭脳戦艦ガル』（1985年）を手掛けた斉藤康仁が担当している。
同年にX1、PC-9801に移植された他、1987年にはファミリーコンピュータ、FM77AV、MSX2に移植された。MSX2版はWindows用ソフトとして2002年にプロジェクトEGGにて、2006年にi-revoにて配信された。FM77AV版は2003年にプロジェクトEGGより配信された。
ファミリーコンピュータ版はゲーム誌『ファミコン通信』の「クロスレビュー」にてシルバー殿堂入りを獲得した。

## 概要
基本的なゲームシステムはコナミより発売された『がんばれゴエモン!からくり道中』（1986年）と類似したものとなっている。ゲーム中は時間や季節の概念があり、また、一度に所持できるアイテム数に限りがあるためアイテム所持や使用の順序も謎解きに関わってくる。
ゲーム中では店でアイテムを盗むこともできる。ただし盗んだ後はグラフィックがいかにも泥棒であるといった風貌に変わり、ホテルと質屋以外の店には入れなくなる。なお元に戻るには各ステージの特定の地点（スロットマシーンがある場所）へ行き、試練（旗上げゲームの要領で行う）を盗みを働いた回数分クリアする必要がある。
パソコン版発売後、後にファミリーコンピュータ版が移植、発売された。主人公のぽこは同社のマスコットキャラクターの一つとなり、後に発売された同社製の麻雀ゲームである『今夜も朝までPOWERFULまぁじゃん』にも登場する。パソコン版では、お楽しみゲームグッズとして「ぽこオリジナルカレンダー」、「ぽこワールド冒険マップ」、「しっかりマップをメモれるアドベンチャーダイアリー」、「おなさけ付/ぬりえにもなるいじわるゲームマニュアル」が付属している。
ゲーム発売当時、ゲーム終了後に表示される暗号をメーカーに送付すると、「人間になるクスリ?」が贈られるというキャンペーンを行っていた。泥棒になっていない状態で女性の店員にくっついて200回Aボタンを連打すると、店員がビキニ姿になる。

## ゲーム内容

### アイテム
本作のアイテムは「右手に持つ」「左手に持つ」「身に着ける」という3つの使い方ができる。右手に持ったアイテムはBボタンで投げて使う武器となる。ただし一部を除いて投げた分だけ個数を消費するため、重要アイテムなどを投げてしまうとクリア不可能となる。左手に持ったアイテムは特殊な効果を発揮したり民家の人へのプレゼントになるなど、補助的な効果を発揮する。また身につける使い方は、カバンや靴を装備したり、食べ物や薬を食べたり飲んだりする使い方になる。
木の玉
スタート時に所持している。右手に持って使うと前方にまっすぐ飛ぶ。
バボルの実
ブドウのような木の実。右手に持って使うと放物線状に飛ぶ。
ろうそく、カンテラ
暗闇を照らす道具。左手に持って使うと、真っ暗な地下が照らされ地形がわかる。カンテラは値段が高い代わりに長持ちする。
宝石箱、お花
民家の女の子へのプレゼント用。左手に持って使用する。
食パン、クロワッサン
美味しいパン。身に着けると「フード」というステータスが増え、減った体力が徐々に回復するようになる。クロワッサンは武器として使うこともできる。
かばん、リュックサック
アイテムを持ち運ぶカバン。身に着けると持てるアイテムの数が増える。初期状態では4つだが、「かばん」は8つに、「リュックサック」は16個に増える。

## ストーリー
昔、木の人形だった主人公ぽこは、人間となっておじいさんと仲良く暮らしていたが、ある日、木の人形に戻ってしまう。ぽこは、木の人形に戻ることになった理由を教えてもらうために人間にしてくれた妖精を探す旅に出る。

## 登場キャラクター

### 主人公
ぽこ
男の主人公。木の人形。
おんなのこ
女の主人公。こちらを選択すると、アイテムの値段が半額になるなどゲームが易しくなる。

### 敵キャラクター
げんさん
ステージ1に登場。接触するとお金を盗まれる。攻略本等には「無敵」と書かれているが、長時間攻撃し続ければ倒すことができる。
おおかみ
おおかみ
ステージ1に登場。体を膨らませて崖を渡ったりもする。
テール
ステージ1に登場。しゃちほこのような姿の敵。
森の巨人ロドリゲス
ステージ1に登場。倒すとアイテムの入った宝箱が出現する。
太陽の木
ステージ1に登場。ゴール付近で主人公の行く手を阻み、通過しようとすると弾き飛ばされる。倒せないが、あるアイテムを使えば停止して通れるようになる。
モアイ
ステージ2に登場。普段は動かないが、攻撃すると回転しながら空を飛んで追いかけてくる。
キッド
ステージ2に登場。海賊のような姿で、義手を飛ばして攻撃してくる。ロドリゲスと同じく、倒せばアイテムが手に入る。
ドラゴン
ステージ2に登場。体をくねらせて宙を飛び体当たりしてくる。ある武器の入った宝箱を守る。
フラッピー
ステージ5に登場。元々は同社のアクションパズル『FLAPPY』の主人公で、プレイヤーに対して波型に飛ぶキノコで攻撃を仕掛けてくる。攻略本には「キノコに当たるとしばらく動けなくなる」とあるが、実際は単なる弾であり、当たってもダメージを受けるのみ。
鏡の大王じるびび
ステージ6に登場する、本作の最終ボス的存在。妖精の部屋に行くためのあるアイテムを守っている。一度倒しても骸骨のような怪物になって再び襲ってくる。

## 移植版
| No. | タイトル     | 発売日        | 対応機種               | 開発元         | 発売元         | メディア                          | 型式         | 備考                                 |
| --- | ------------ | ------------- | ---------------------- | -------------- | -------------- | --------------------------------- | ------------ | ------------------------------------ |
| 1   | うっでいぽこ | 1986年12月1日 | X1                     | デービーソフト | デービーソフト | 5インチフロッピーディスク         | SIF-16063    |                                      |
| 2   | うっでいぽこ | 1986年        | PC-9801                | デービーソフト | デービーソフト | 3.5インチフロッピーディスク       | NHDF-11003   |                                      |
| 3   | うっでいぽこ | 1987年6月20日 | ファミリーコンピュータ | デービーソフト | デービーソフト | 1メガビット+64キロRAMロムカセット | DBF-UP       |                                      |
| 4   | うっでいぽこ | 1987年7月12日 | FM77AV                 | デービーソフト | デービーソフト | 3.5インチフロッピーディスク       | FUDF-19002   |                                      |
| 5   | うっでいぽこ | 1987年        | MSX2                   | デービーソフト | デービーソフト | 1メガビット+64キロRAMロムカセット | MS2-G2116-P1 |                                      |
| 6   | うっでいぽこ | 2002年12月1日 | Windows                | デービーソフト | ボーステック   | ダウンロード （プロジェクトEGG）  | -            | MSX2版の移植。2018年11月20日再配信。 |
| 7   | うっでぃぽこ | 2003年2月10日 | Windows                | デービーソフト | ボーステック   | ダウンロード （プロジェクトEGG）  | -            | FM77AV版の移植。                     |
| 8   | うっでぃぽこ | 2006年5月25日 | Windows                | デービーソフト | アイレボ       | ダウンロード (i-revo)             | -            | MSX2版の移植。                       |

## スタッフ
PC-8801版
- メイン・プログラマー：小林貴樹
- サブ・プログラマー：松井文也
- 音楽：斉藤康仁
- グラフィック・デザイン：高殿収
- プロダクト・マネージャー：吉田めぐみ

ファミリーコンピュータ版
- プログラマー：品田直人、苧野博司、中嶋幸晴、小林貴樹
- 音楽：斉藤康仁
- グラフィック：もりあいやすし
- マネージャー：吉田めぐみ
- ゲーム・デザイン：小林貴樹
- スペシャル・サンクス：花田要、高殿収、わたなべことえ、松井文子

## 評価
ファミリーコンピュータ版
ゲーム誌『ファミコン通信』の「クロスレビュー」では合計31点（満40点）でシルバー殿堂入りを獲得、『ファミリーコンピュータMagazine』の読者投票による「ゲーム通信簿」での評価は以下の通りとなっており、17.61点（満30点）となっている。また、同雑誌1991年5月10日号特別付録の「ファミコンロムカセット オールカタログ」では、『ピノッキオの冒険』（1883年）の続編のようなストーリーであると紹介されており、グラフィックに関しては「美しい3D画面構成」と肯定的に評価された。
| 項目 | キャラクタ | 音楽 | 操作性 | 熱中度 | お買得度 | オリジナリティ | 総合  |
| 得点 | 3.44       | 2.98 | 2.74   | 2.81   | 2.65     | 2.99           | 17.61 |